# Live Cannibalism
Live Cannibalism is een livealbum van de Amerikaanse deathmetalband Cannibal Corpse, in 2000 uitgebracht door Metal Blade Records. Het werd ook uitgebracht op dvd.

## Tracklist
1. "Staring Through the Eyes of the Dead" – 4:13 (van The Bleeding)
2. "Blowtorch Slaughter" – 2:37 (van Bloodthirst)
3. "Stripped, Raped and Strangled" – 3:38 (van The Bleeding)
4. "I Cum Blood" – 4:12 (van Tomb of the Mutilated)
5. "Covered with Sores" – 3:43 (van Butchered at Birth)
6. "Fucked with a Knife" – 2:26 (van The Bleeding)
7. "Unleashing the Bloodthirsty" – 4:12 (van Bloodthirst)
8. "Dead Human Collection" – 2:39 (van Bloodthirst)
9. "Gallery of Suicide" – 4:11 (van Gallery of Suicide)
10. "Meat Hook Sodomy" – 5:10 (van Butchered at Birth)
11. "Perverse Suffering" – 4:20 (van Vile)
12. "The Spine Splitter" – 3:31 (van Bloodthirst)
13. "Gutted" – 3:26 (van Butchered at Birth)
14. "I Will Kill You" – 2:47 (van Gallery of Suicide)
15. "Devoured by Vermin" – 3:38 (van Vile)
16. "Disposal of the Body" – 3:41 (van Gallery of Suicide)
17. "A Skull Full of Maggots" – 2:32 (van Eaten Back to Life)
18. "Hammer Smashed Face" – 4:45 (van Tomb of the Mutilated)
19. "Sacrifice" – 3:03 (bonustrack)
20. "Confessions" – 2:56 (bonustrack)

## Leden
- George "Corpsegrinder" Fisher - zang
- Jack Owen - gitaar
- Pat O'Brien - gitaar
- Alex Webster - basgitaar
- Paul Mazurkiewicz - drums